# Кара-Суу (нижний приток Нарына)
Кара-Суу (кирг. Карасуу; в верхнем течении — Кызыл-Суу) — река в Кыргызстане, течёт по территории Аксыйского района Джалал-Абадской области. Правый приток реки Нарын.
Длина реки составляет 85 км. Площадь водосборного бассейна равняется 2800 км². Среднемноголетний расход воды — 41,2 м³/с. Половодье приходится на май, межень — на январь.
Исток реки находится на склонах северо-восточной оконечности Чаткальского хребта. В верхнем и нижнем течении преобладающим направлением течения является юго-восток, в среднем течении — юг. Возле устья река представляет собой северо-западное ответвление Ташкумырского водохранилища.